# Lech de Crespëina
Der Lech de Crespëina ist ein Grödner Bergsee in der Puezgruppe zwischen dem Col Turond, dem Eingang ins Lietres-Tal und Sass Ciampac. Geologisch liegt der See auf Raibler Schichten. 
Das Wasser ist klar und schimmert grünlich wegen des reich an Algen überwachsenen Bodens. Der See enthält keine Fische.
Er liegt einige hundert Meter abseits des Dolomiten-Höhenweges Nr. 2, zwischen dem Crespëinajoch und  der Ciampaischarte. Einst war er auch vom Langental durch das Lietrestal über einen vom CAI-AVS Sektion Gröden um 1960 eröffneten Steig erreichbar. Der Steig ist jedoch nicht mehr begehbar und im unteren Teil des Tales von den Latschen überwachsen.
Der See ist Teil des Naturparks Puez-Geisler.

## Legende
Karl Felix Wolff schildert den Lech de Crespëina in seinen Sagen und wie dort oben „Wilde Leute“, die Cristanes und Salvanes, lebten.
Im Gadertal glaubte die Bevölkerung, dass die Wilden Leute der Gardenacia sich über Strickleitern in den Felsen zurückzogen.
Der alte ladinische Name des Sees soll Lech de Lietres gewesen sein. Die Bezeichnung Lietres, wie die des anliegenden Tales und des Lietresturms, bedeutet „Leitern“, die die "Wilden", um der Verfolgung zu entgehen, anzündeten.

## Bibliographie
- Hanspaul Menara, Josef Rampold: Südtiroler Bergseen. Ein Bildwanderbuch.Verlagsanstalt Athesia, Bozen 1982, ISBN 88-7014-224-8. Seite 66 und 142.